# Biokonservatisme
Biokonservatisme er ideen om at mennesket er skabt som det er og det ikke kan ændres biologisk.